# 山岡重長
山岡 重長（やまおか しげなが）は、戦国時代から江戸時代前期にかけての武将。伊達氏の家臣。

## 生涯
天文22年（1553年）、柴田郡小成田の領主・小成田長俊の子として誕生。
弘治2年（1556年）、父・長俊が相馬盛胤との合戦で討死すると、主君・伊達晴宗の命により宿老・中野宗時の下で養育されたが、永禄13年（1570年）4月、宗時が謀叛の疑いありとして追討され失脚すると、守屋守柏斎の下に預けられた。
元服後、小姓から始まって申次・腰物奉行を務め、天正15年（1587年）5月には米沢近郊の窪田に出没していた盗賊を退治している。天正16年（1588年）の大崎合戦には軍目付として従軍し、天正18年（1590年）5月に岩手沢城主・氏家吉継が死去すると、城代として岩手沢城に入り、奥州仕置で大崎氏が改易されるまで同地に駐在。同年10月に勃発した葛西大崎一揆の鎮圧において武功を挙げた。
その後、伊達政宗に随って上洛し朝鮮出兵に従軍。文禄4年（1595年）8月24日の秀次事件に際し認められた在京重臣一同の連判状にも署名している。この頃に姓を小成田から山岡に改めているが、『伊達治家記録』では、天正年間に政宗の命により改姓したとあるのに対し、『伊達世臣家譜』では、文禄3年（1594年）2月に吉野山の花見で豊臣秀吉に拝謁した折に、秀吉の命により改姓したとしている。
慶長5年（1600年）の関ヶ原の戦いの際には、7月24日の白石城奪還作戦に参加し、戦勝報告の使者として家康から監視役として付けられていた今井宗薫に同行して江戸に赴き、家康から褒美として白天鵞絨の陣羽織を拝領する。またこの時、本多正信を介して岩出山から千代への居城移転許可を取り付け、これを認めた10月15日付の家康の書状を携えて帰還した。
江戸時代に入り仙台藩が成立すると、重長は奉行職（他藩の家老に相当）を拝命し岩出山にて1,200石を知行。慶長7年（1602年）に政宗の四男・愛松丸（宗泰）が誕生すると奉行職在任のまま宗泰の傅役となり、翌慶長8年（1603年）に愛松丸が岩出山城を与えられると、城代となってこれを管理した。慶長17年（1612年）には宮城郡手樽など1,800石を加増されて3,000石となり、翌年には岩出山の知行地1,200石を宗泰の所領に編入した代替地として本吉郡小泉・黒川郡粕川・桃生郡上下堤の3か村の内に同じく1,200石が与えられた。
寛永3年（1626年）閏4月28日死去。享年74。嫡男・長勝が家督を相続した。山岡家は寛永18年（1641年）に長勝の養子・泰長（重長の外孫）が跡取りを残さず死去したため無嗣断絶となったが、寛文元年（1661年）に再興が許され、泰長の娘婿・守屋助次郎（山岡常長）に旧領の手樽にて132石が与えられた。

## 人物・逸話
- 『伊達世臣家譜』によれば、朝鮮出兵の際、進軍の途上で馬に乗って逃げる十二・三歳の娘を発見した重長は[2]、これを生け捕りにした。娘は愛姫の侍女となり、慶長元年（1596年）に愛姫の勧めで妻を亡くしていた重長の後妻になったという[3]。
- 宮城郡手樽を統括していたころ、東北本線松島駅後方の高台に、休憩所を兼ねた念仏庵を造った。その後、利府の円城寺より僧侶を招聘して帰命院を創設した。創設当時、高城の町並みは海だったこともあり、松島の絶景を望める名刹として訪れる者が絶えなかったという。

## 系譜
- 父：小成田長俊
- 子
  - 山岡長勝 - 長男
  - 女子 - 長女。鈴木三四郎室、山岡泰長の母

| 鈴木元信 | 鈴木元信 | 鈴木元信 | 鈴木元信 | 鈴木元信 | 鈴木元信 |  |  | 鈴木重信   | 鈴木重信 | 鈴木重信 | 鈴木重信 | 鈴木重信 | 鈴木重信 |  |  | 鈴木（田村）宗良 | 鈴木（田村）宗良 | 鈴木（田村）宗良 | 鈴木（田村）宗良 | 鈴木（田村）宗良 | 鈴木（田村）宗良 |
| 鈴木元信 | 鈴木元信 | 鈴木元信 | 鈴木元信 | 鈴木元信 | 鈴木元信 |  |  | 鈴木重信   | 鈴木重信 | 鈴木重信 | 鈴木重信 | 鈴木重信 | 鈴木重信 |  |  | 鈴木（田村）宗良 | 鈴木（田村）宗良 | 鈴木（田村）宗良 | 鈴木（田村）宗良 | 鈴木（田村）宗良 | 鈴木（田村）宗良 |
|          |          |          |          |          |          |  |  | 鈴木三四郎 |          |          |          |          |          |  |  |                  |                  |                  |                  |                  |                  |
|          |          |          |          |          |          |  |  |            |          |          |          |          |          |  |  |                  |                  |                  |                  |                  |                  |
|          |          |          |          |          |          |  |  |            |          |          |          |          |          |  |  | 山岡泰長         |                  |                  |                  |                  |                  |
|          |          |          |          |          |          |  |  |            |          |          |          |          |          |  |  |                  |                  |                  |                  |                  |                  |
|          |          |          |          |          |          |  |  | 女子       |          |          |          |          |          |  |  |                  |                  |                  |                  |                  |                  |
|          |          |          |          |          |          |  |  |            |          |          |          |          |          |  |  |                  |                  |                  |                  |                  |                  |
| 山岡重長 | 山岡重長 | 山岡重長 | 山岡重長 | 山岡重長 | 山岡重長 |  |  | 山岡長勝   | 山岡長勝 | 山岡長勝 | 山岡長勝 | 山岡長勝 | 山岡長勝 |  |  |                  |                  |                  |                  |                  |                  |
| 山岡重長 | 山岡重長 | 山岡重長 | 山岡重長 | 山岡重長 | 山岡重長 |  |  | 山岡長勝   | 山岡長勝 | 山岡長勝 | 山岡長勝 | 山岡長勝 | 山岡長勝 |  |  |                  |                  |                  |                  |                  |                  |